# Білосток (станція)
Білосто́к (пол. Białystok, біл. Беласток, лит. Balstogė) — головна залізнична станція в місті Білосток, у Підляському воєводстві Польщі. Відповідно до класифікації Польських залізниць належить до класу «В».

## Історія
Станція Білосток (пол. Białystok) побудована у 1861 році на лінії Санкт-Петербург — Варшава.
Перший пасажирський поїзд, який подолав увесь маршрут від Санкт-Петербурга до Варшави, прибув у Білосток у вересні 1862 року.
Наприкінці XIX століття, зі збільшення перевезень, станція була розширена.
Під час Першої світової війни будівлю вокзалу спалила російська армія, що відступала. По закінченю війни станція була перебудована.
Під час Другої світової війни станція також була вщент зруйнована, її відновили одразу після війни.
У 1989 році Польські залізниці розпочали модернізацію станції, яка тривала майже 14 років. Реконструйована будівля вокзалу була офіційно відкрита 28 листопада 2003 року.

Інтер'єр залізничного вокзалу
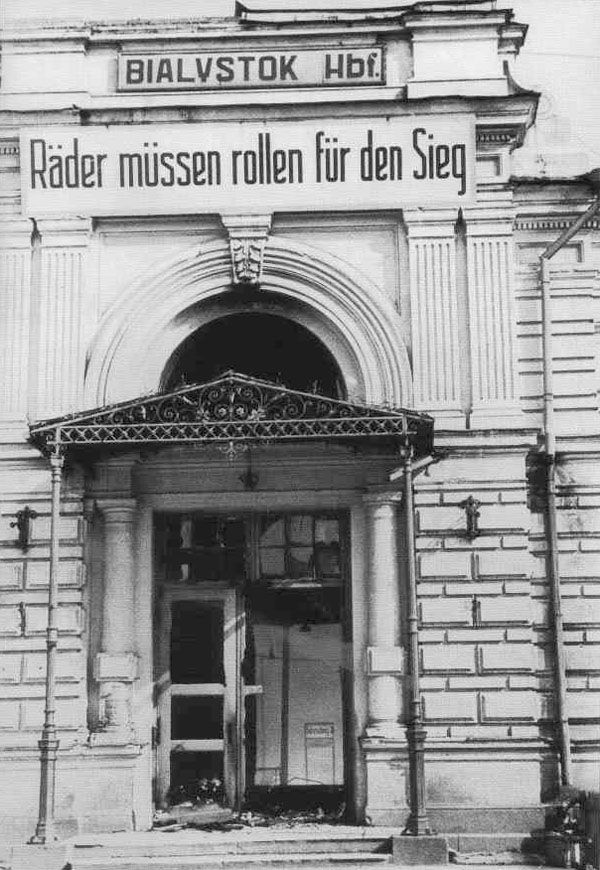
Вокзал під час Другої світової війни, (1944)
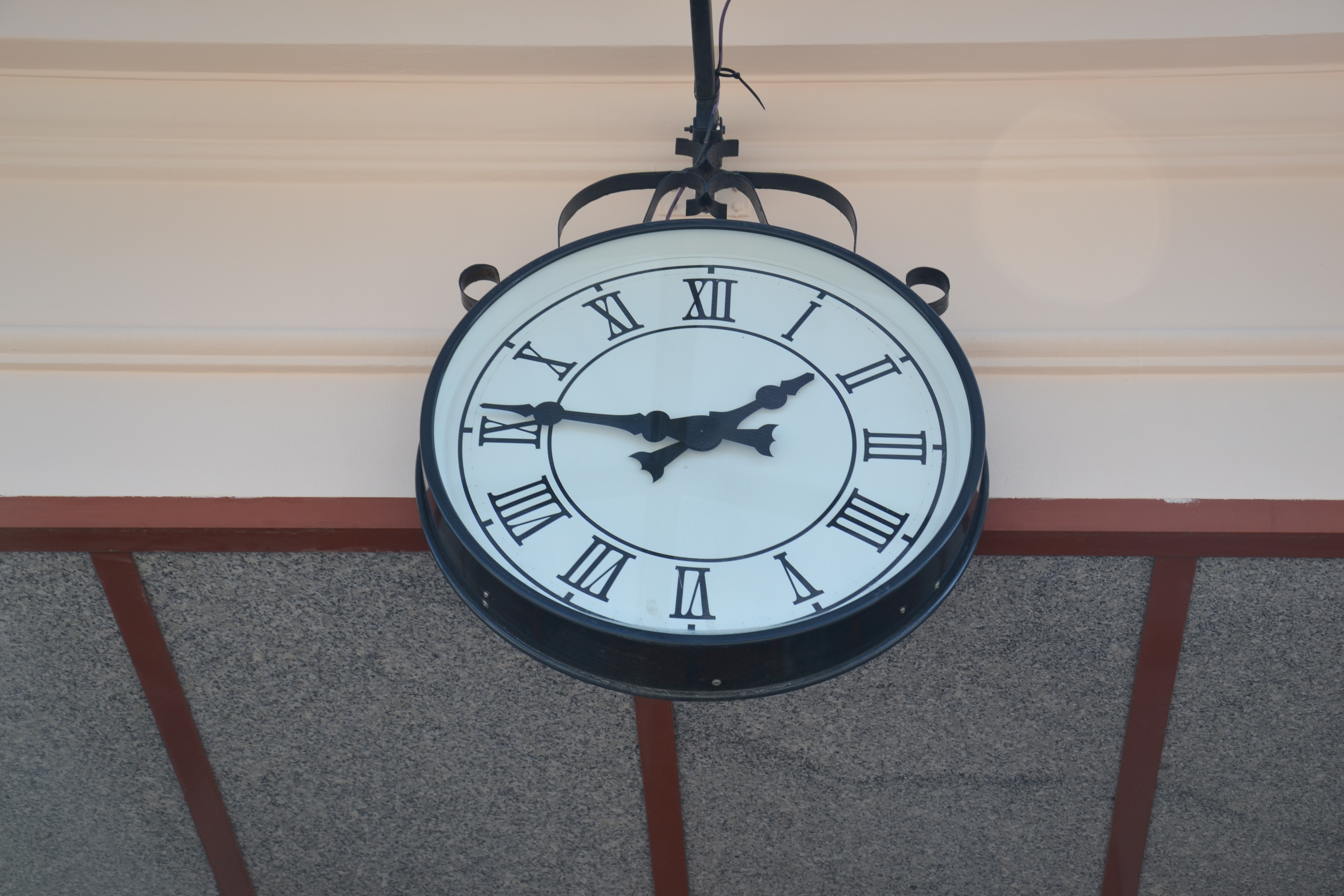
Годинник на вокзалі
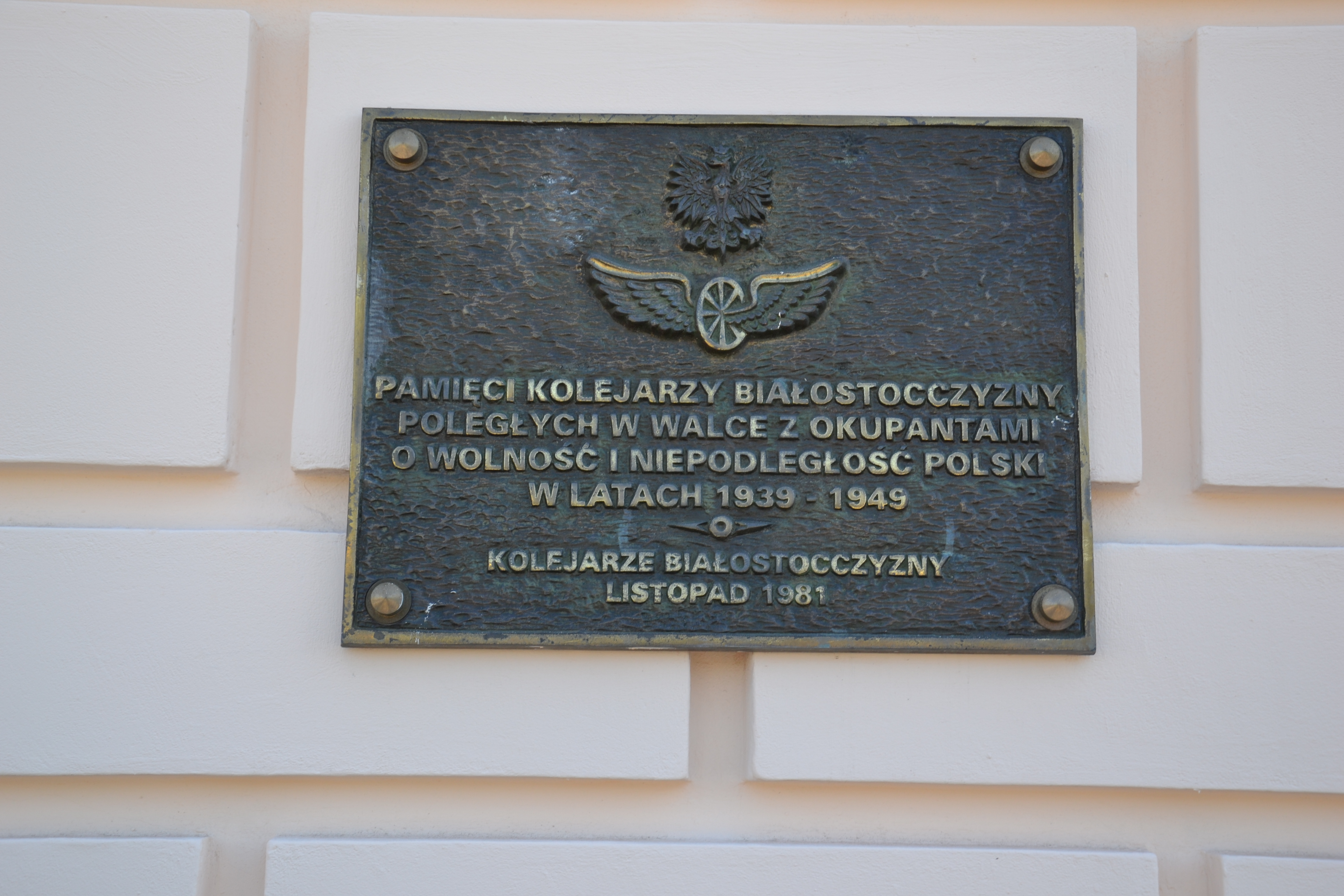
Меморіальна дошка на честь залізничників Білостока
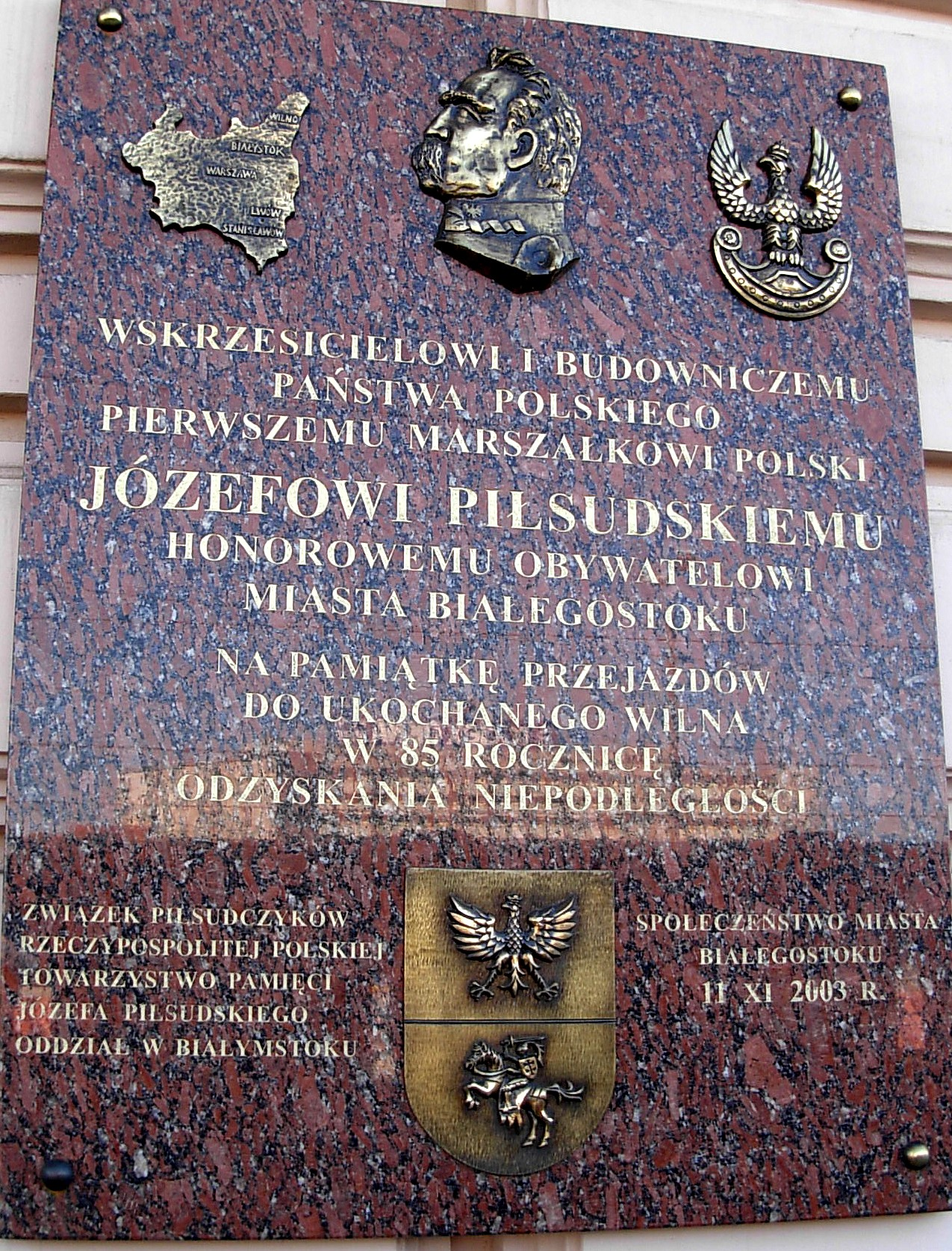
Меморіальна дошка на честь перебування Юзефа Пілсудського

## Інфраструктура
Станція має будівлю залізничного вокзалу, квиткові каси, зали чекання, 4 платформи, пішохідний міст, водонапірну башту. Це найбільша залізнична станція у Польщі з механічною сигналізацією.
Поруч із залізничним вокзалом знаходиться автобусна станція, пошта, зупинки громадського транспорту, торговельний центр «Centrum Park», базар «Мадро», продуктові крамниці та кіоски.
З 1995 року перед будівлею вокзалу встановлений вузькоколійний (600 мм) паровий локомотив «Borsig Brigadelok TX201» (заводський № 10312) з вагоном, в якому розміщений бар «Ciuchcia»
Згідно з рейтингом «Gazeta Wyborcza» від 2008 року, залізничний вокзал PKP у місті Білосток вважався найкрасивішим залізничним вокзалом у Польщі, друге місце у Любліні, а третє — у Ченстохова. Білостоцький залізничний вокзал отримав 71 балів із 100 можливих.

Локомотив «TX201» та бар «Ciuchcia» на площі біля вокзалу
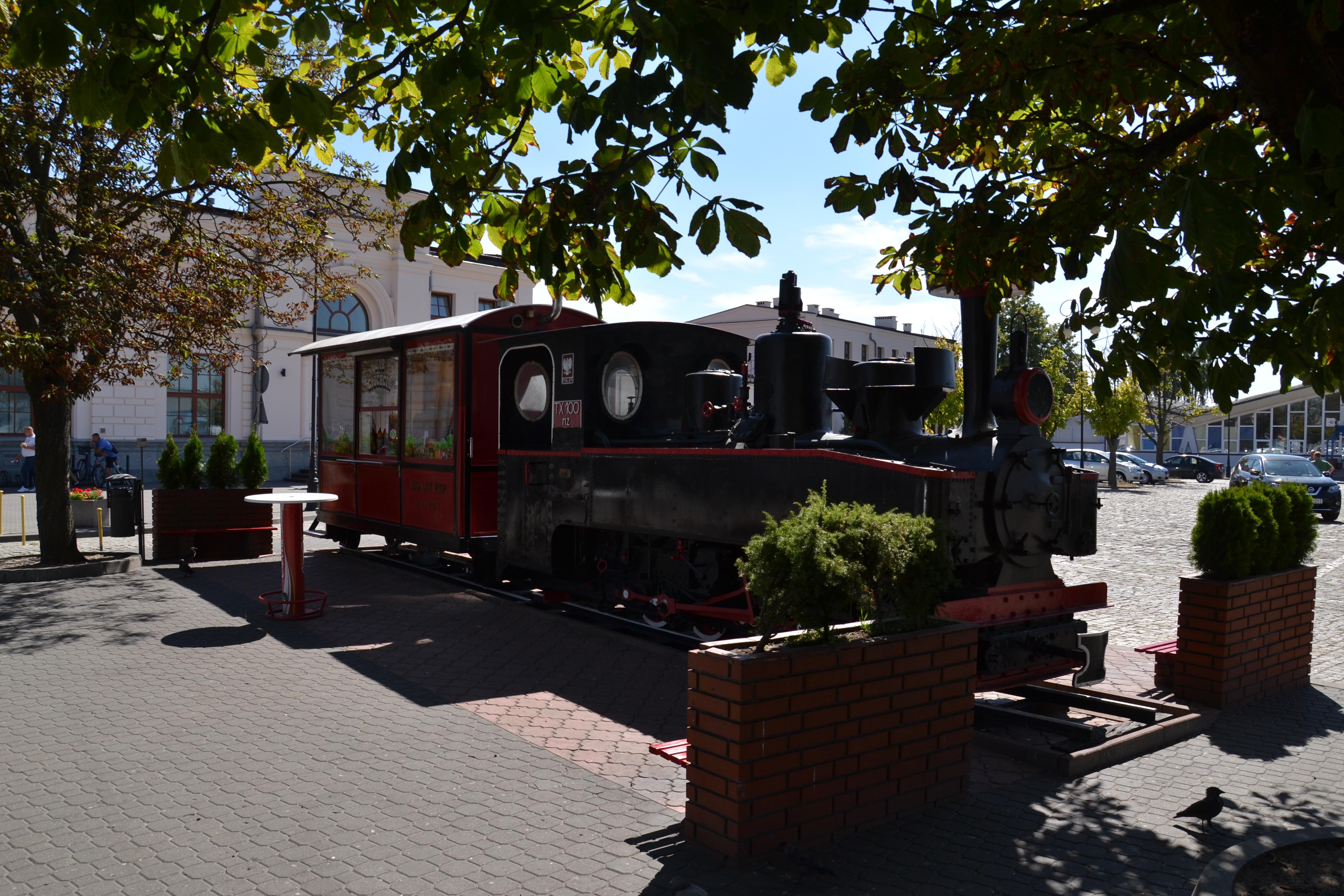
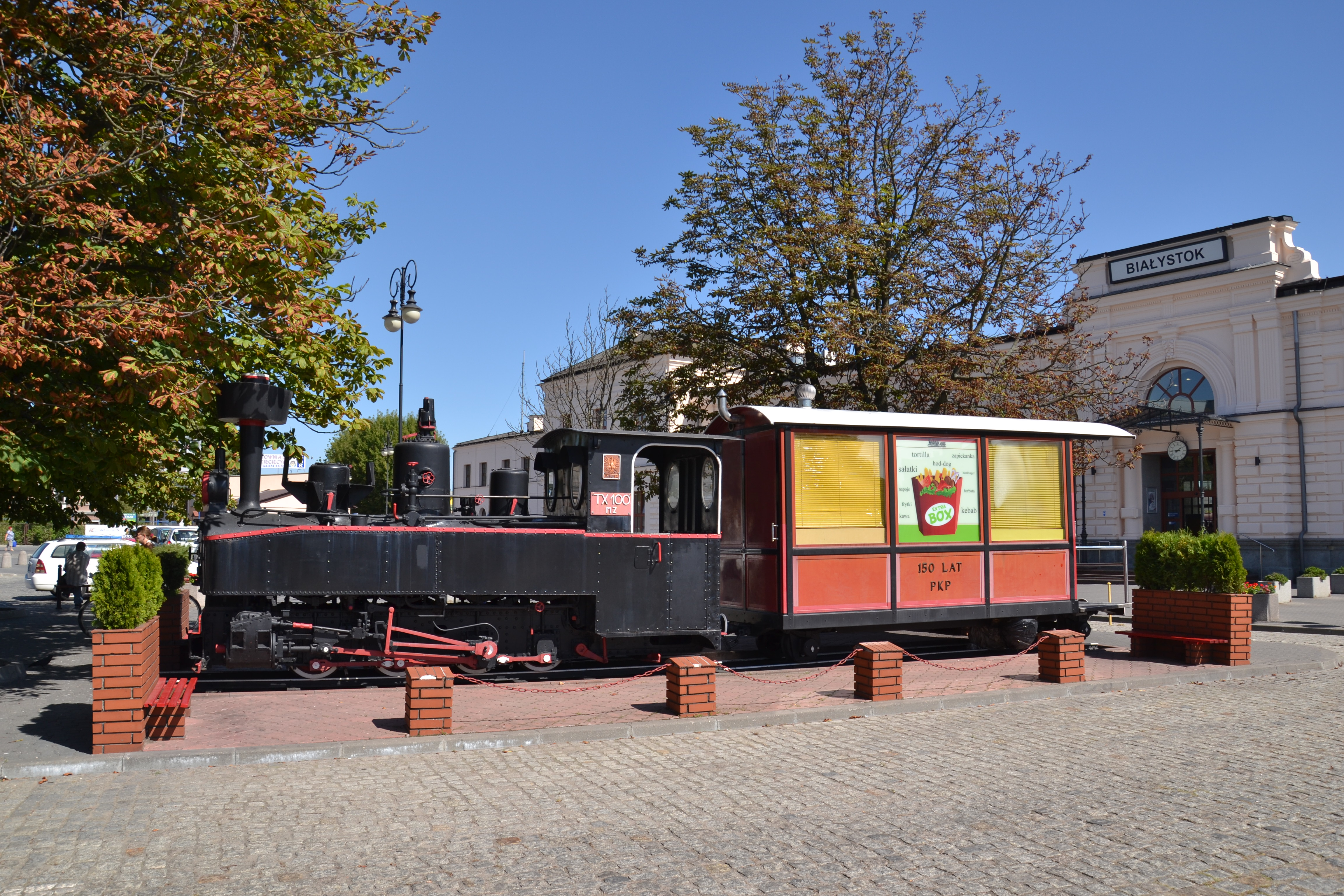
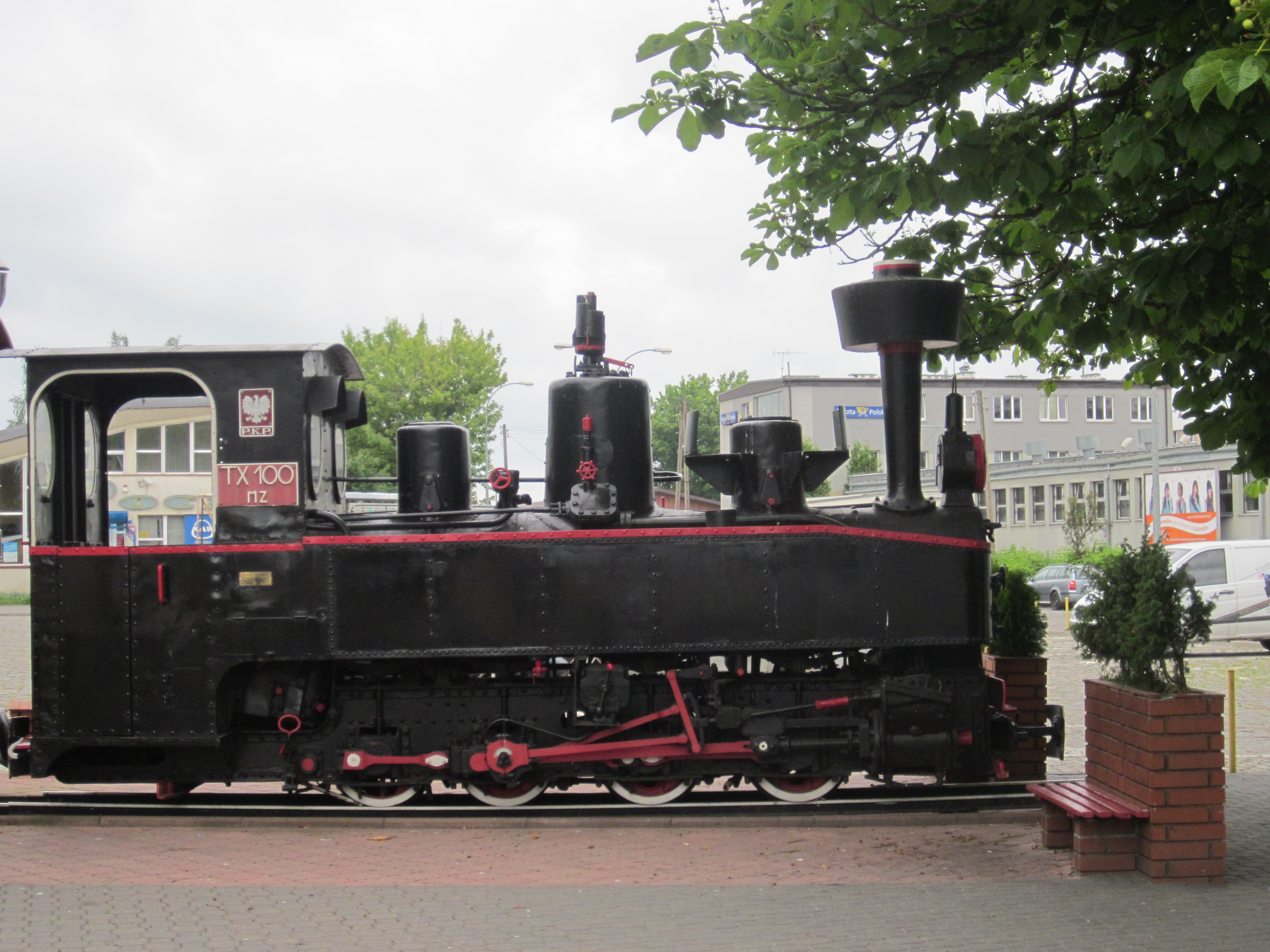

## Пасажирське сполучення

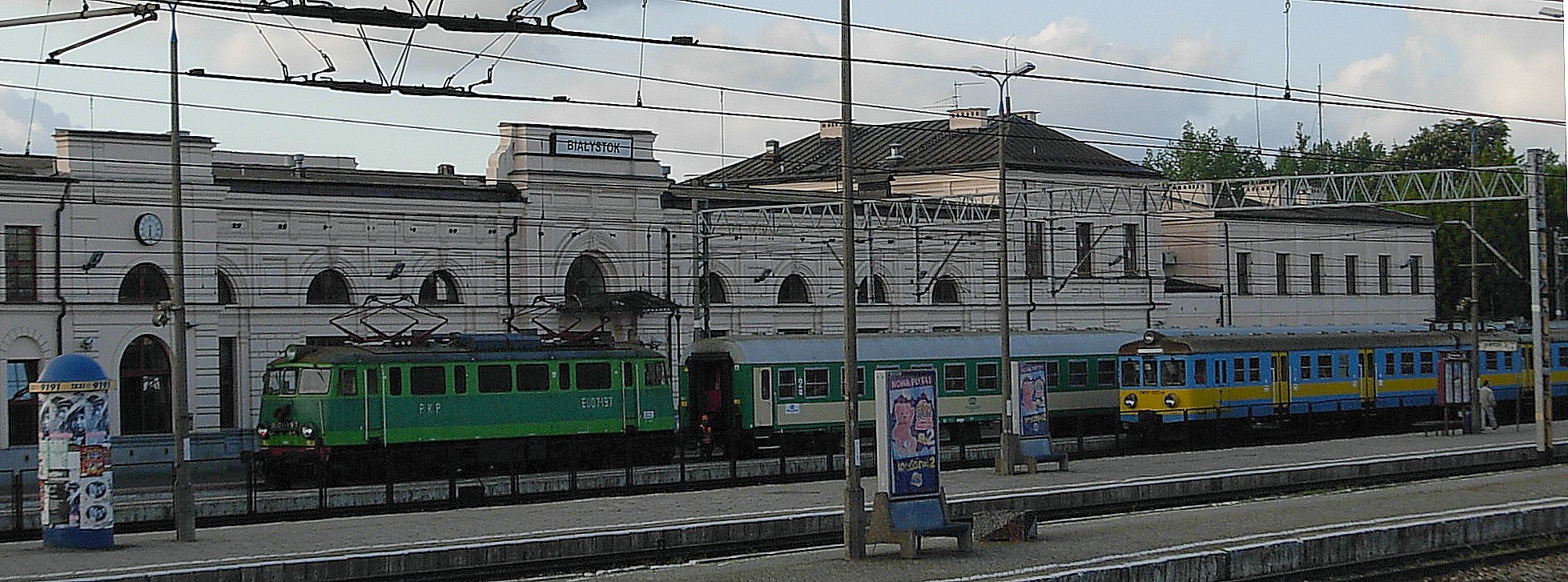
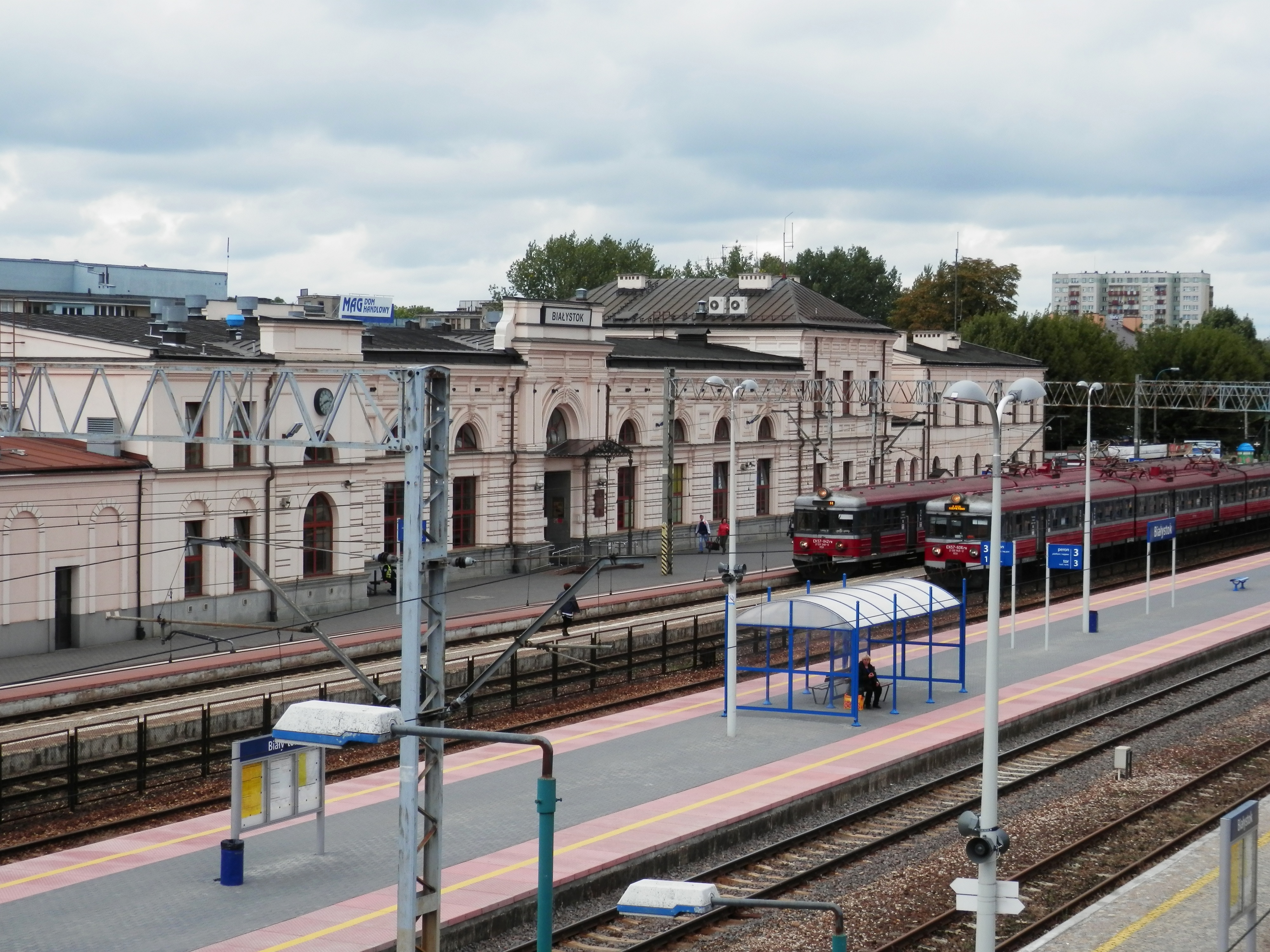
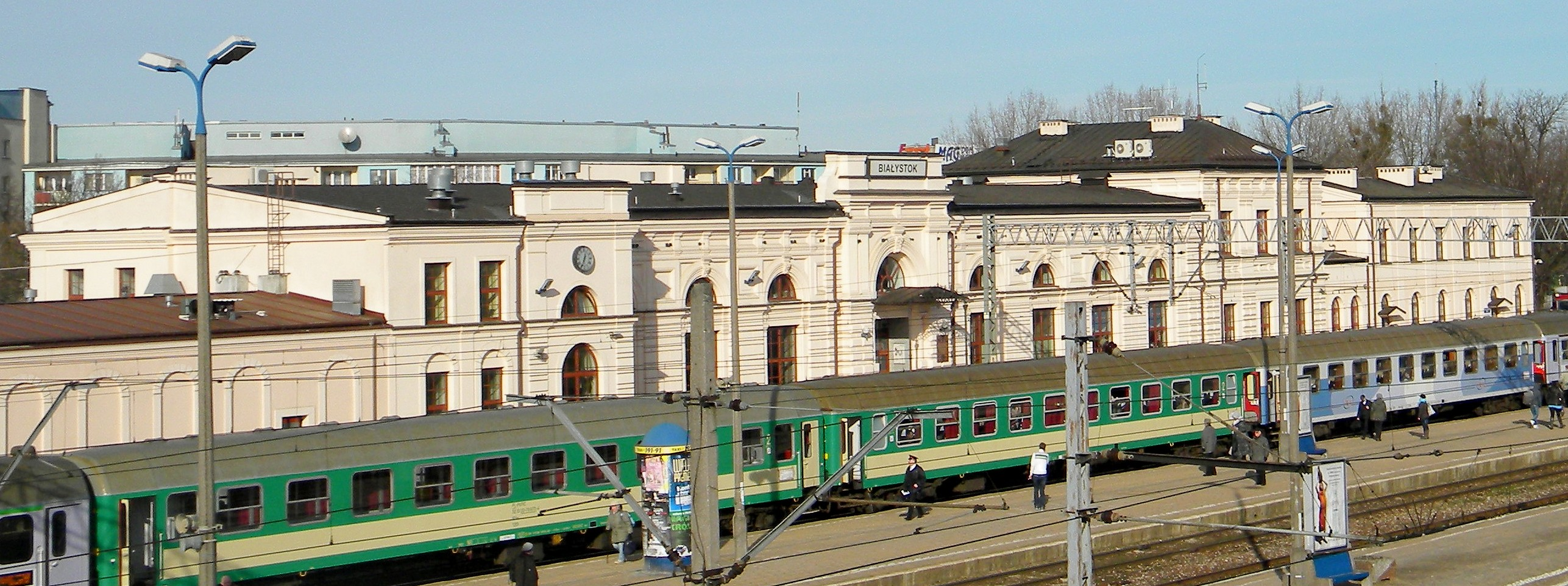

Через місто пролягає міжнародна залізнична лінія Санкт-Петербург — Варшава (Rail Baltica — залізничний еквівалент Via Baltica). Однак ця лінія на теперішній час не використовується у міжнародних перевезеннях. Лише на ділянці від Білостока до Гродно щоденно прямує пасажирський поїзд сполученням Краків — Гродно. Від станції Білосток також прямують пасажирські поїзди регіонального сполучення.
На станції Білосток 4 пасажирські платформи:
- Платформа № 1 (берегова) — модернізована на початку 2004 року. Приймає та відправляє поїзди з північної та північно-західної Польщі до Елка, Ольштина, Щецина, Гродно (Білорусь).
- Платформа № 2 (острівна) — прибувають та відправляються поїзди у напрямку Елка, Варшави.
- Платформа № 3 (острівна) — основна платформа станції, модернізована наприкінці 2013 року. Поїзди прямують до Сувалок, Варшави, Катовіці, Гродно (Білорусь).
- Платформа № 4 (острівна) — зобслуговує поїзди, що прямують у напрямку Кузниці-Білостоцької, Сувалок, Черемхи.

## Галерея

Залізничний вокзал
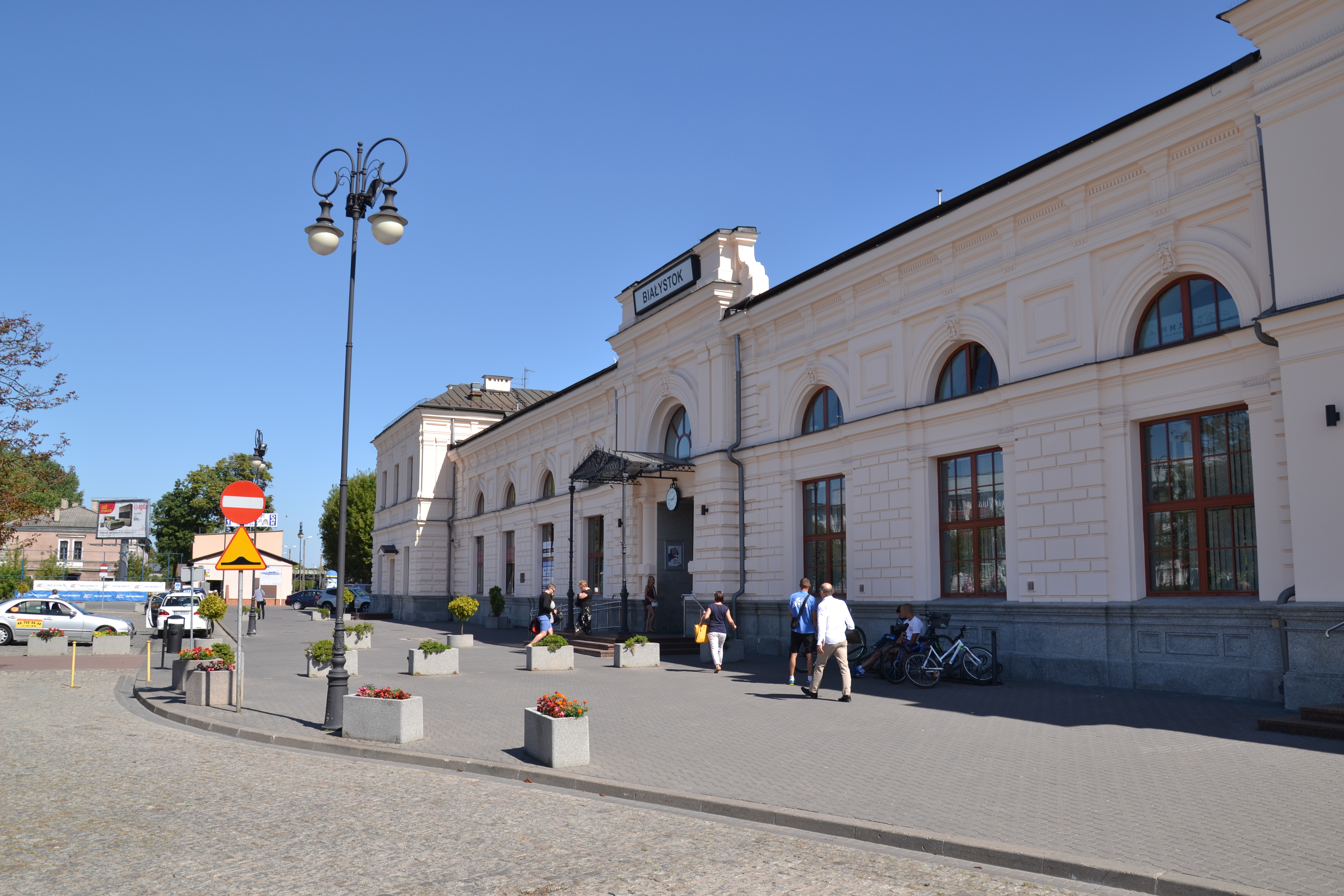
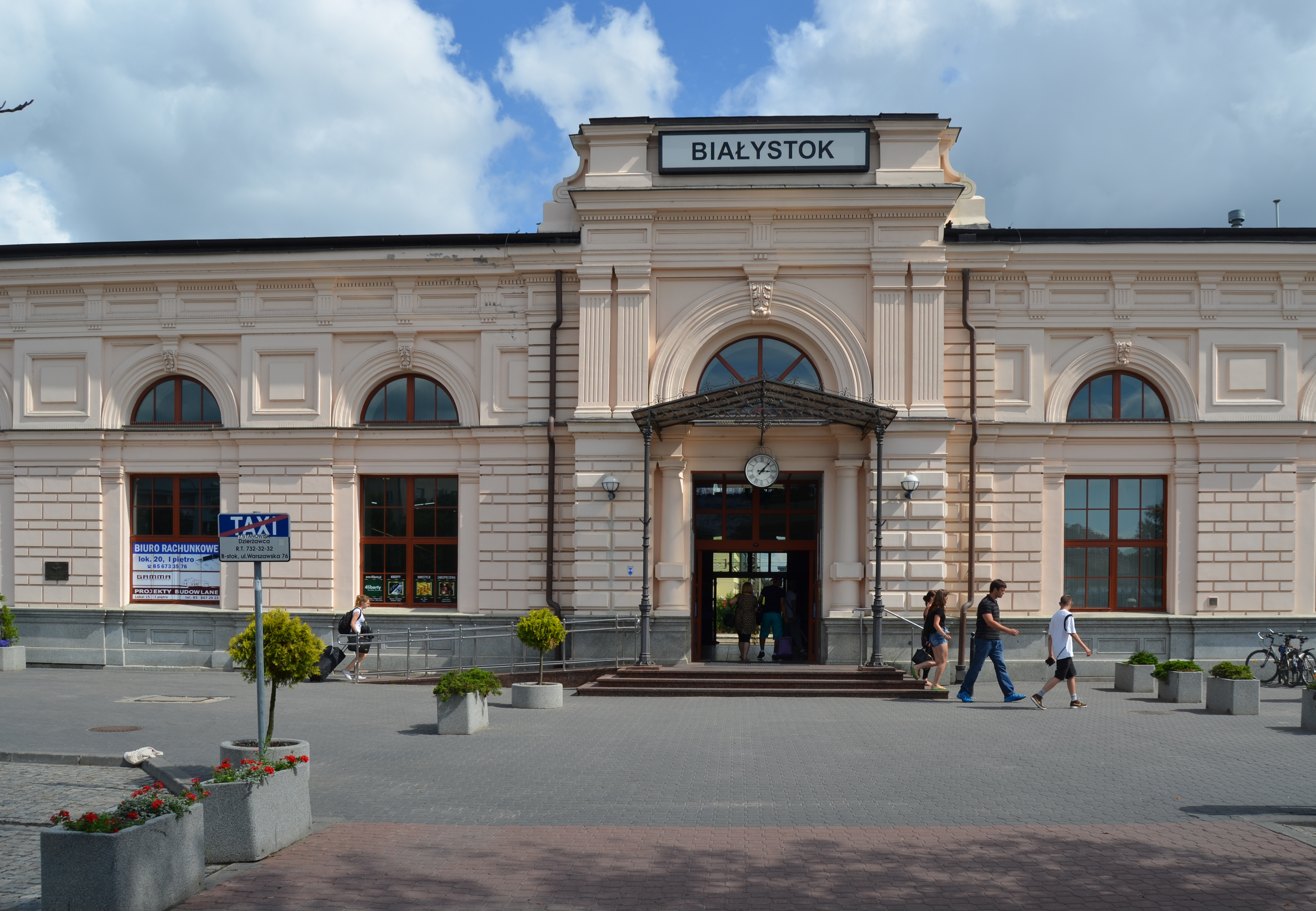
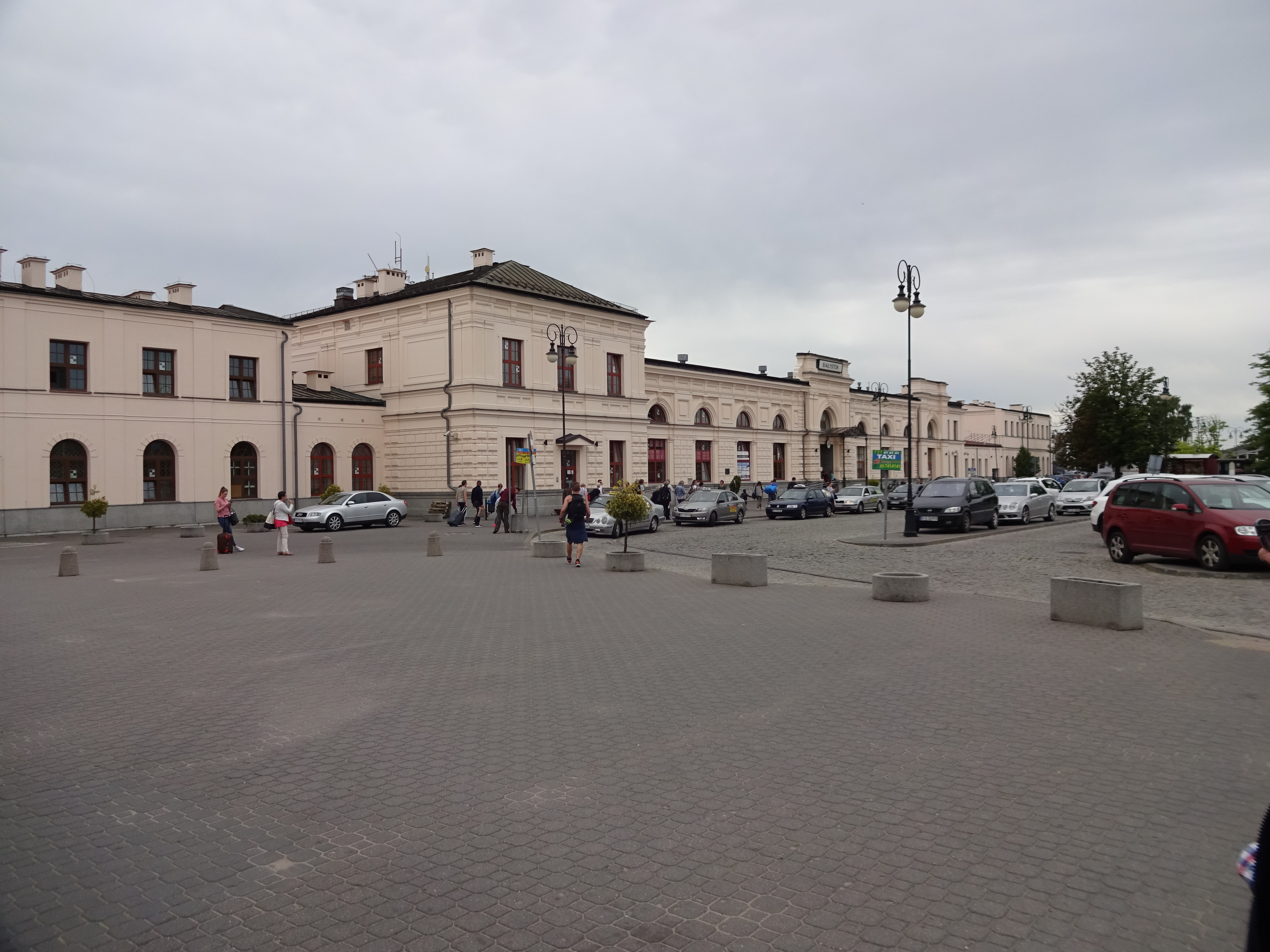
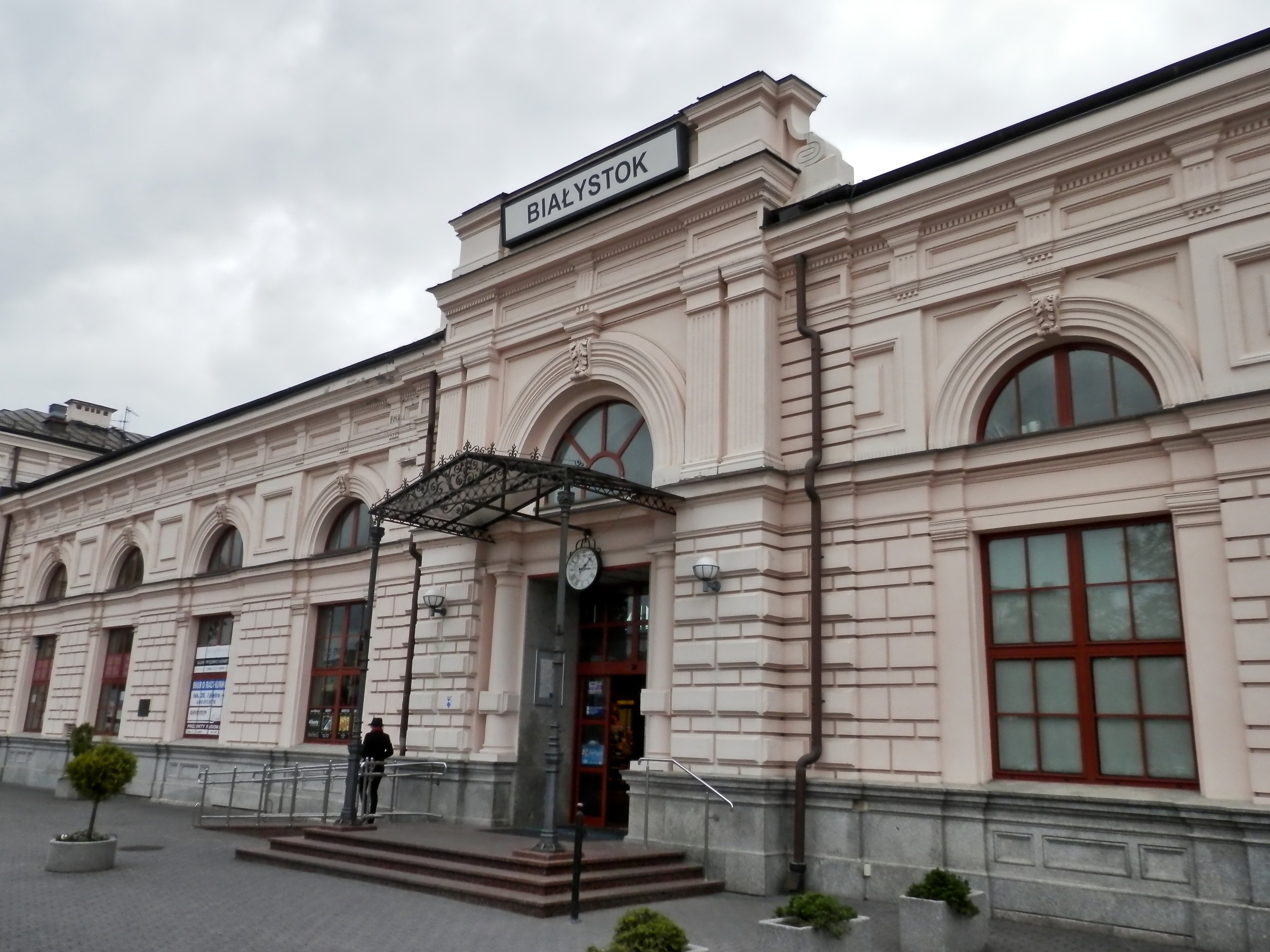

Інтер'єр залізничного вокзалу
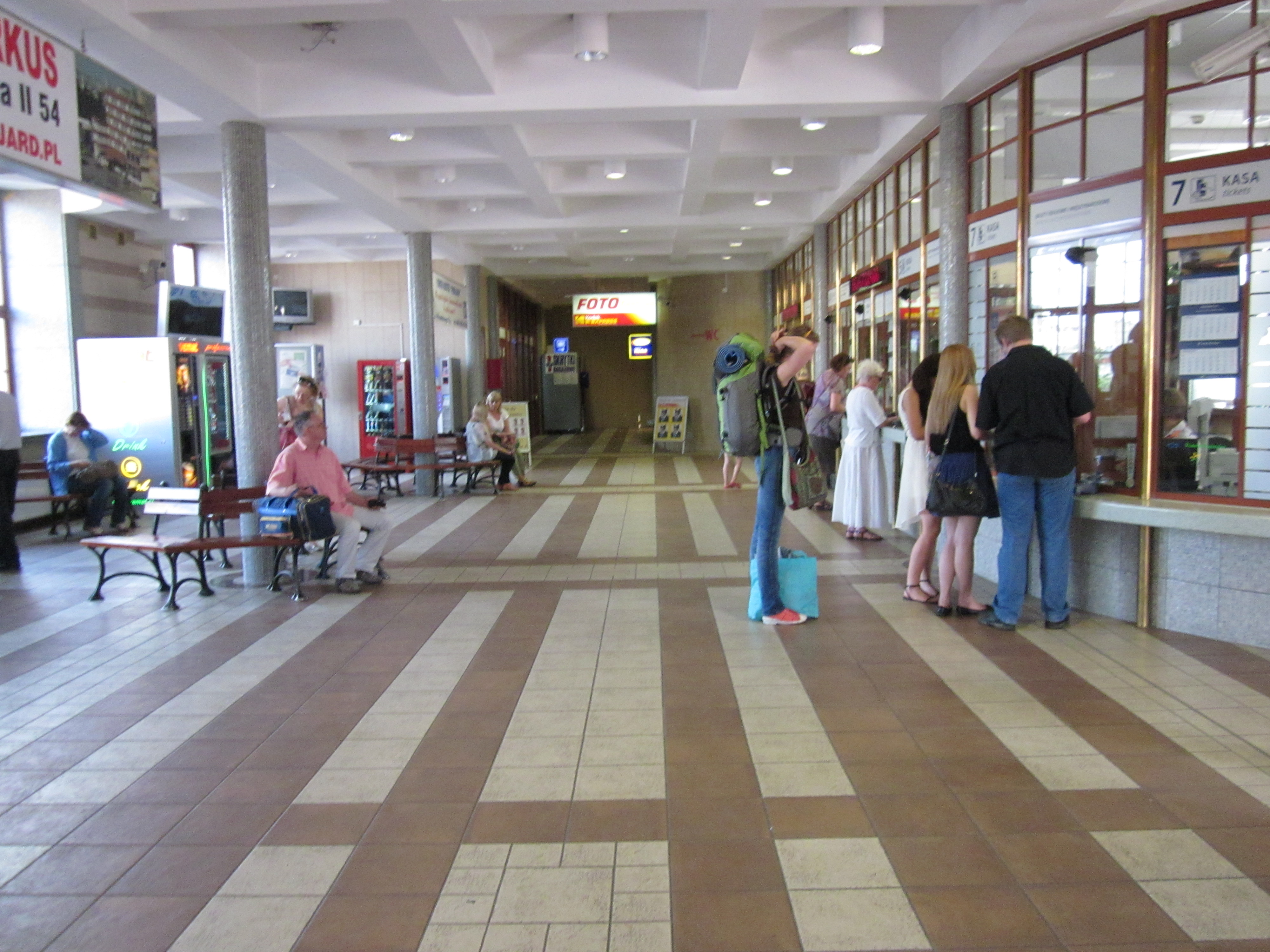
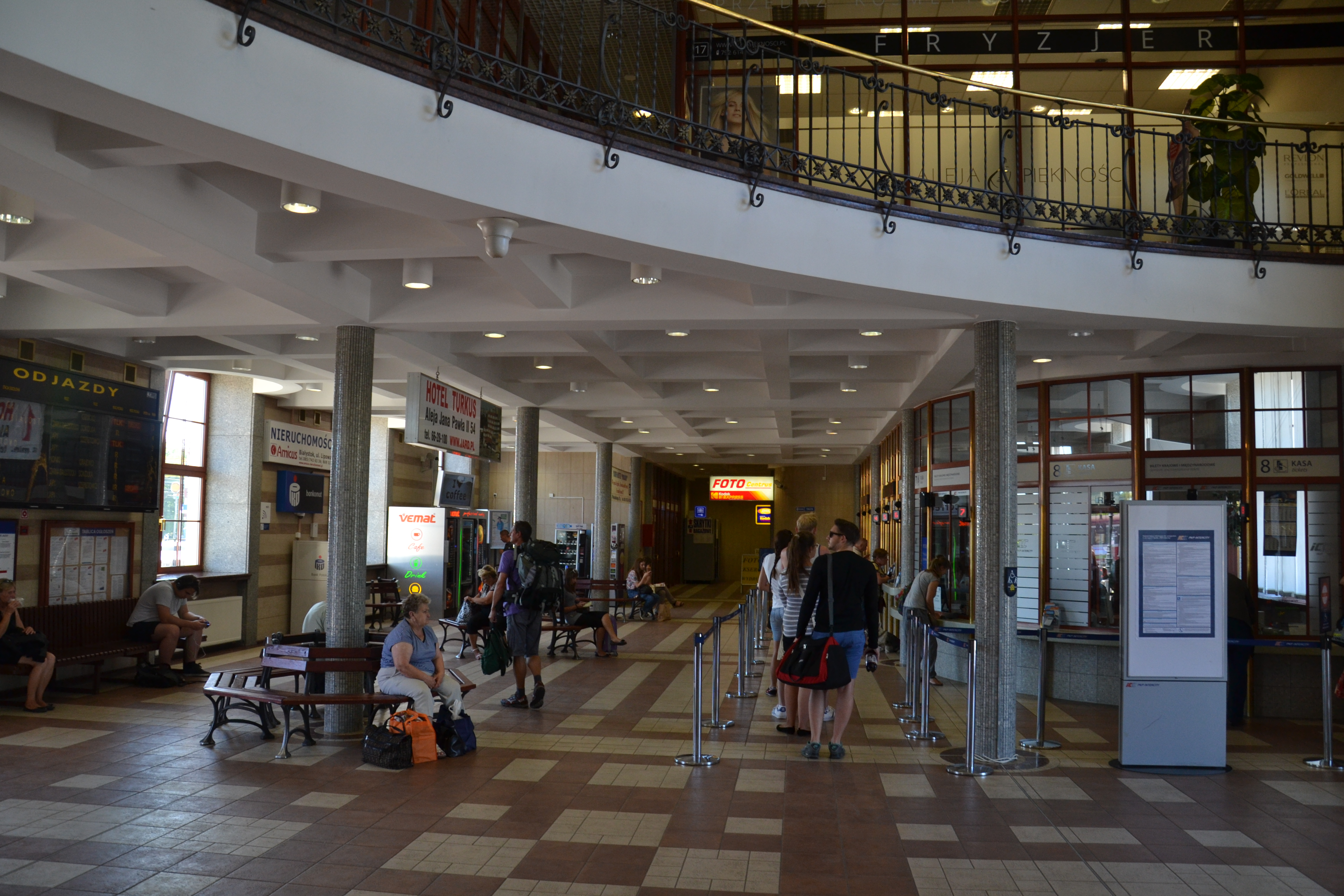
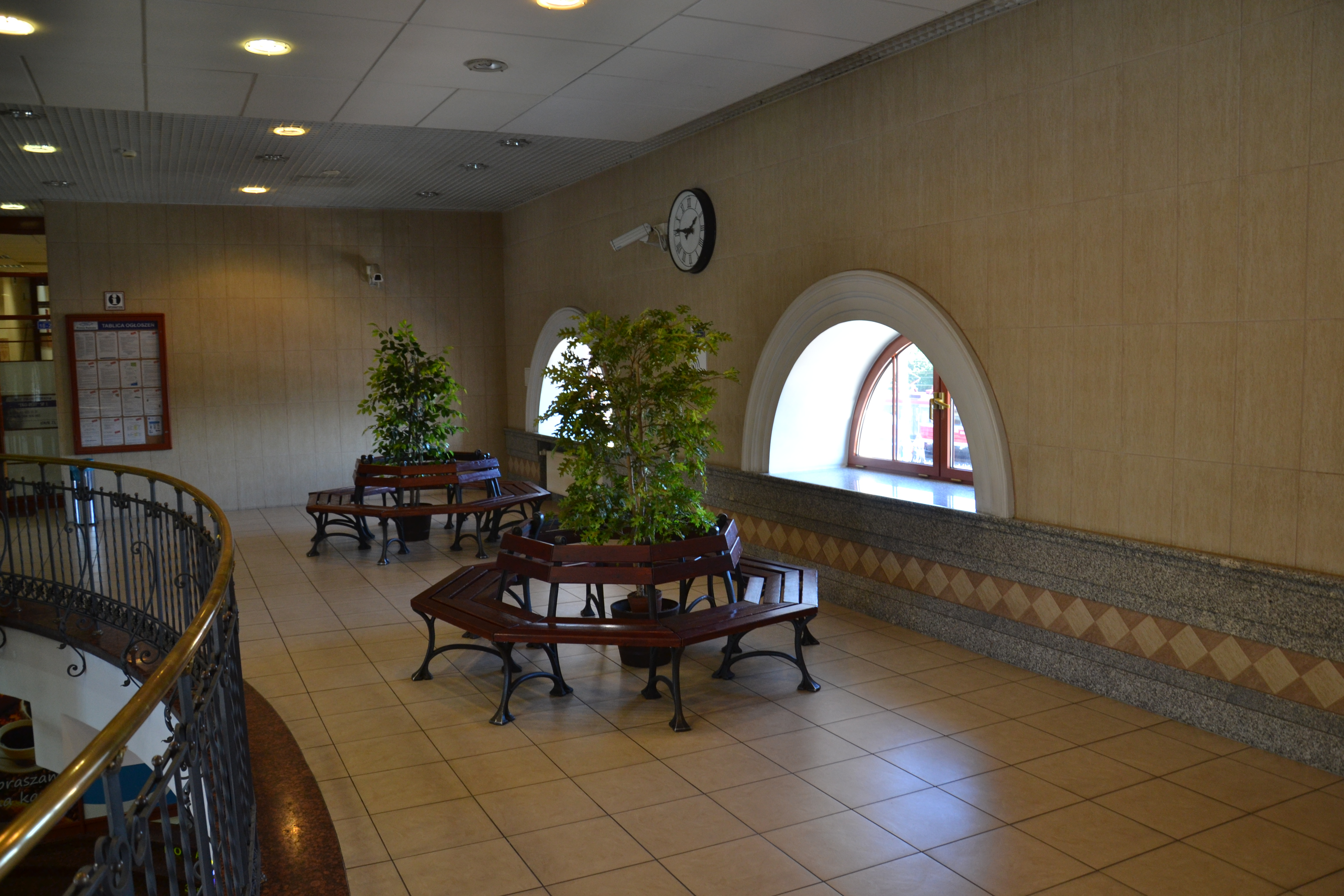
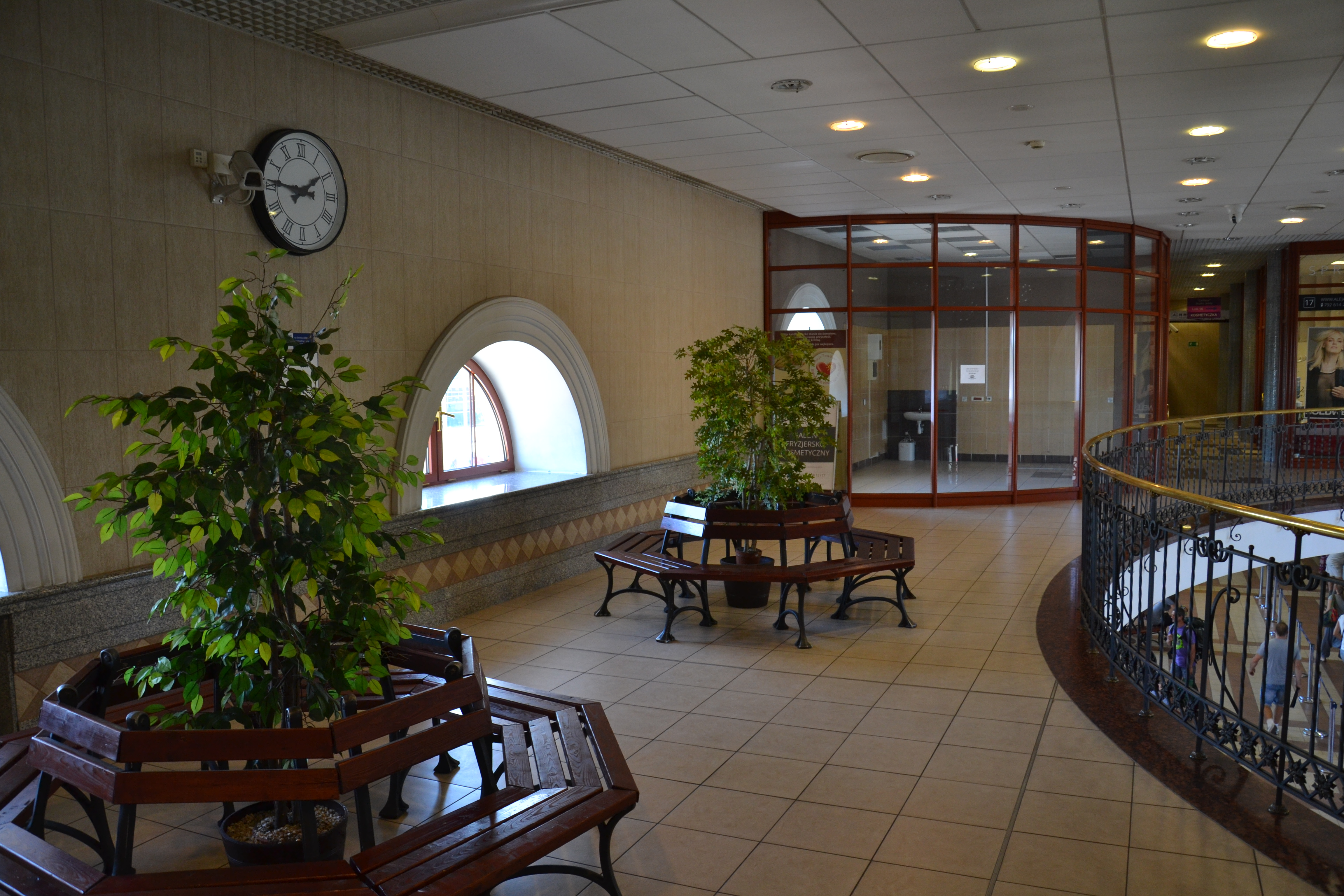

Платформи станції
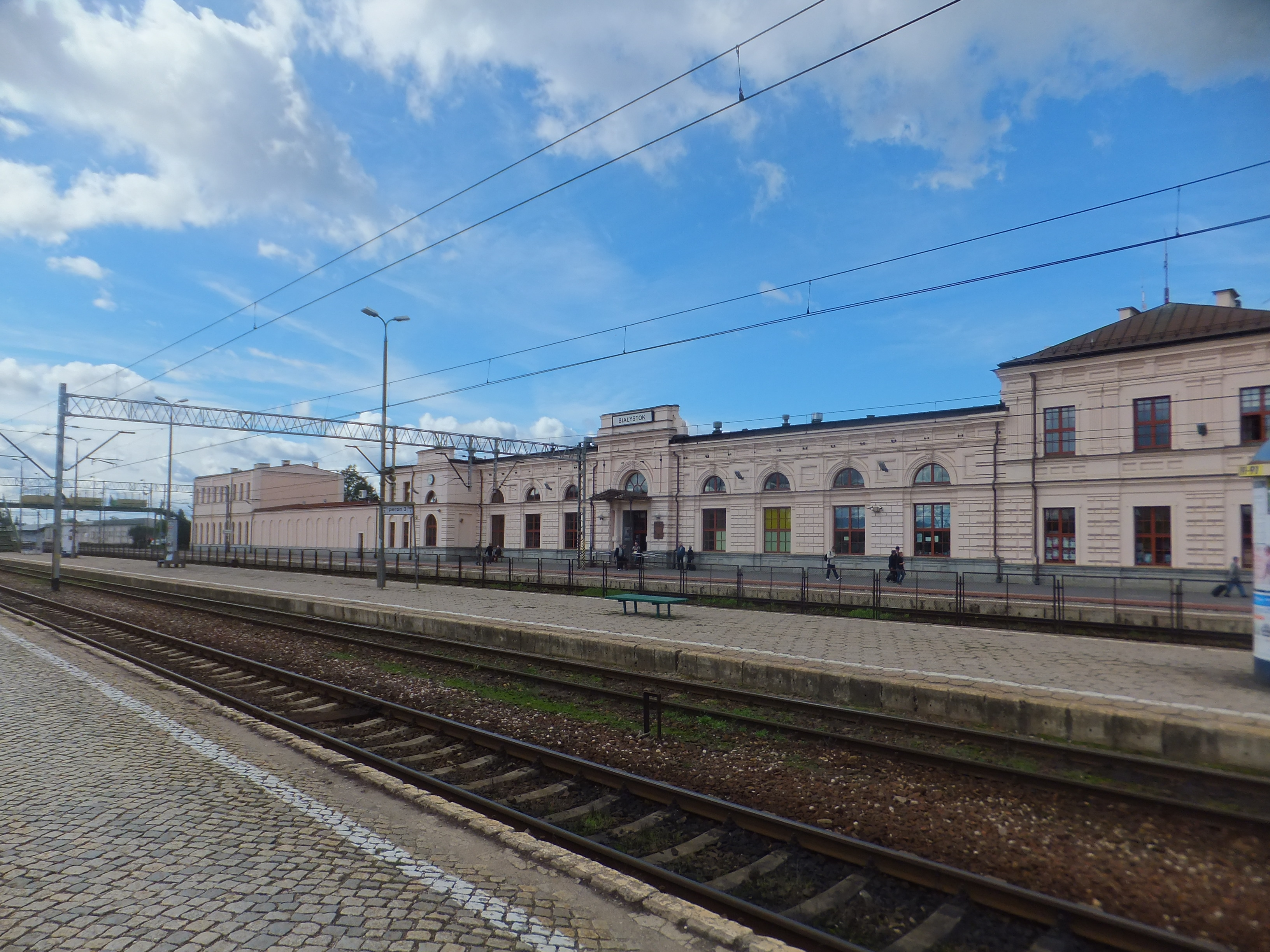
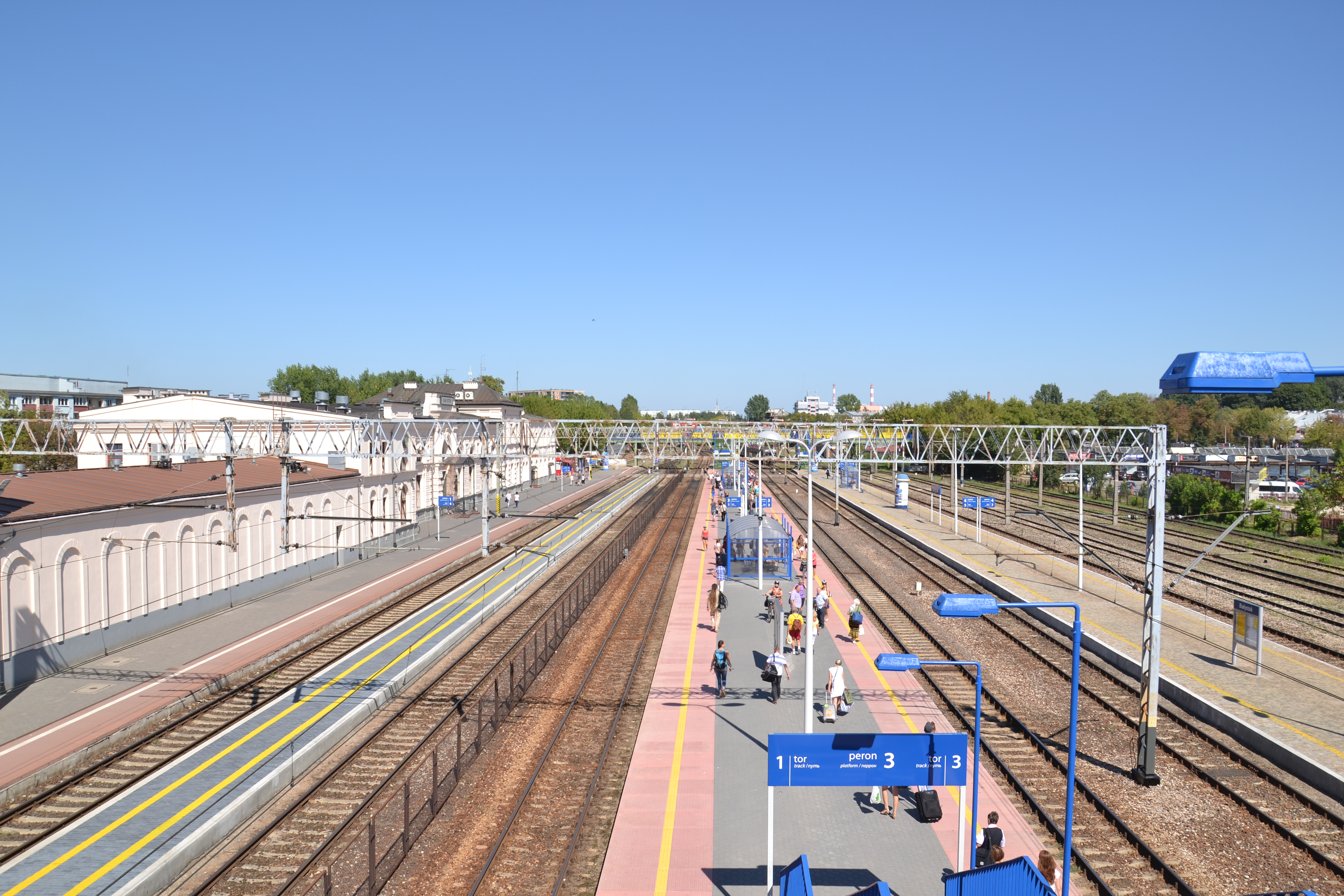
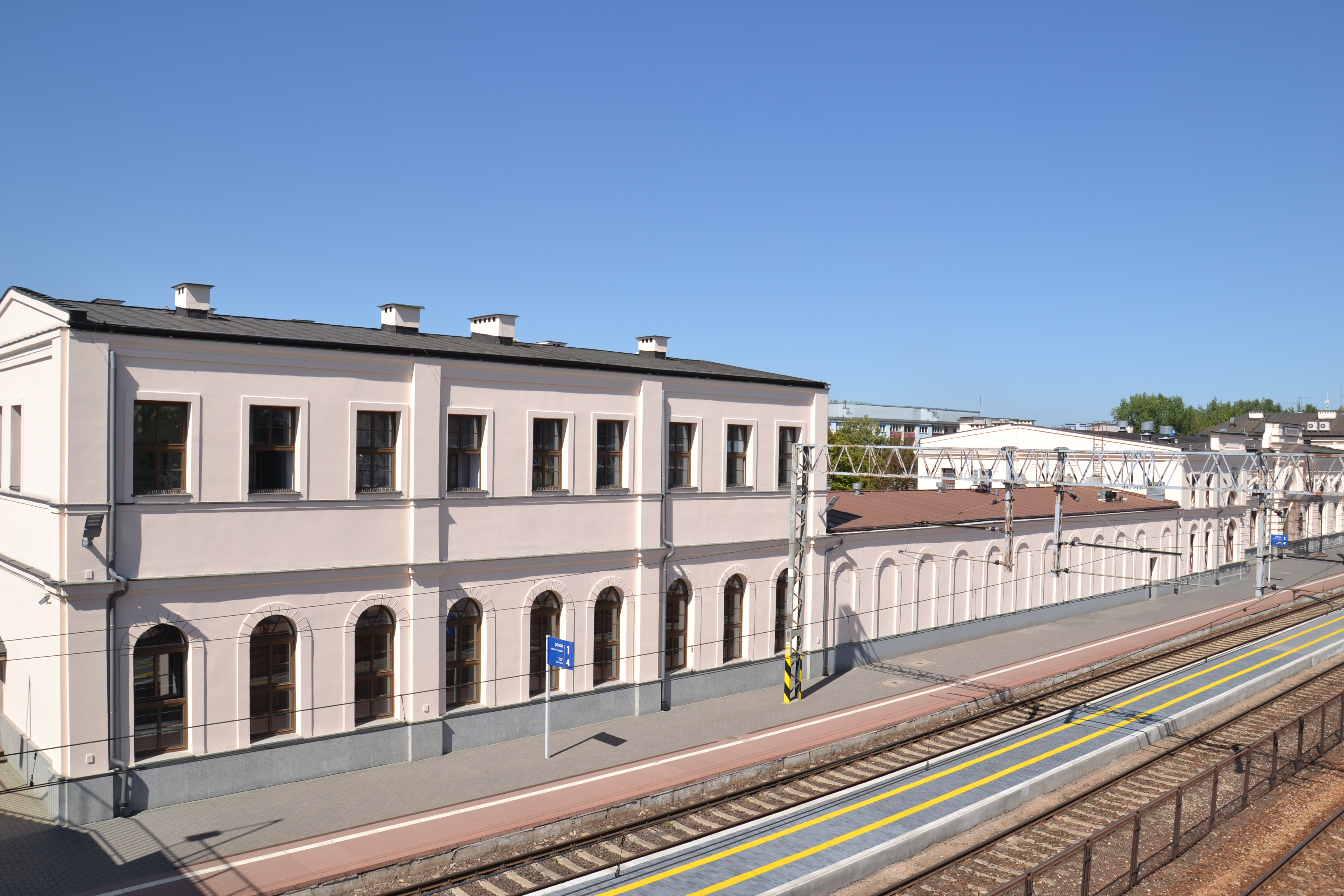
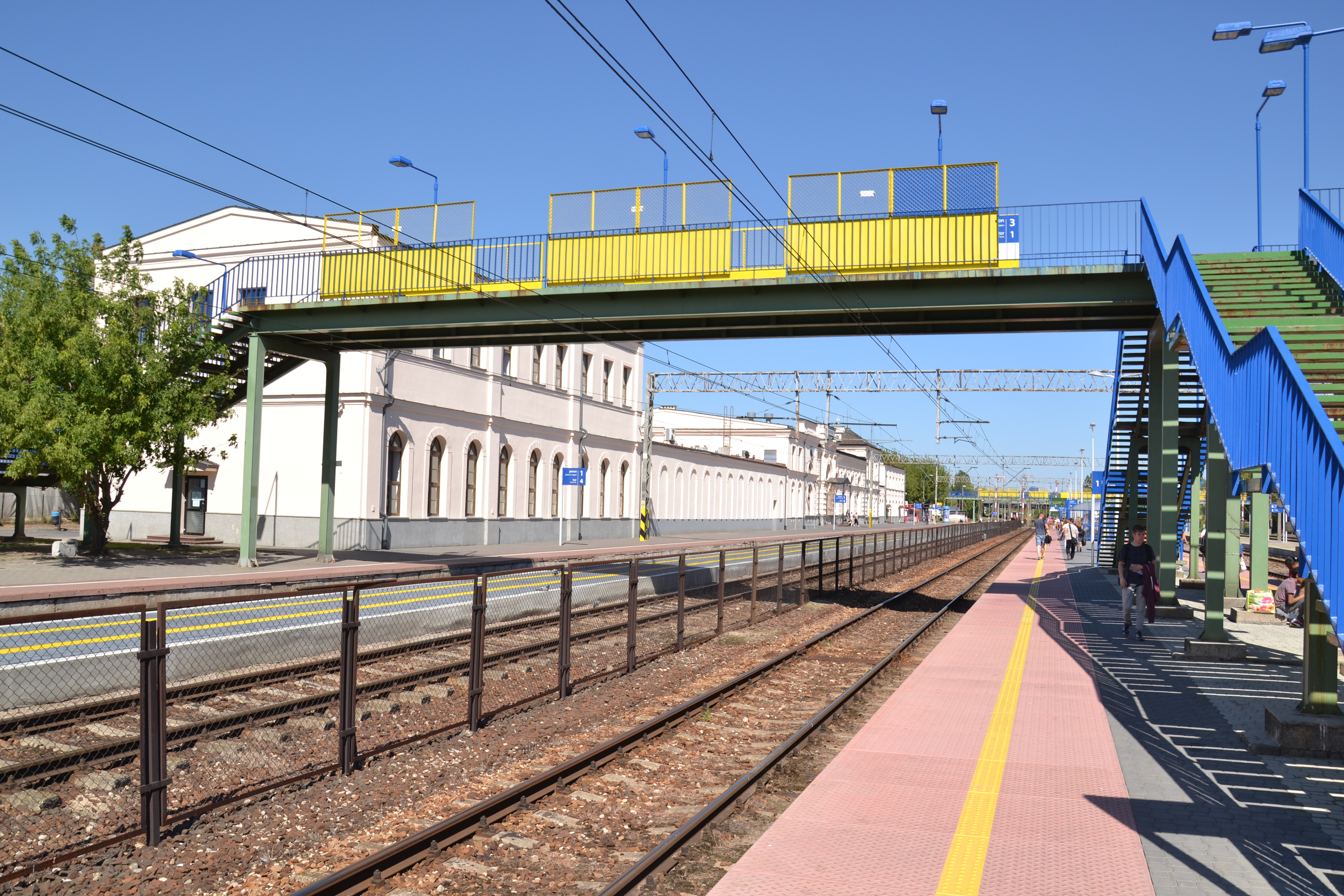
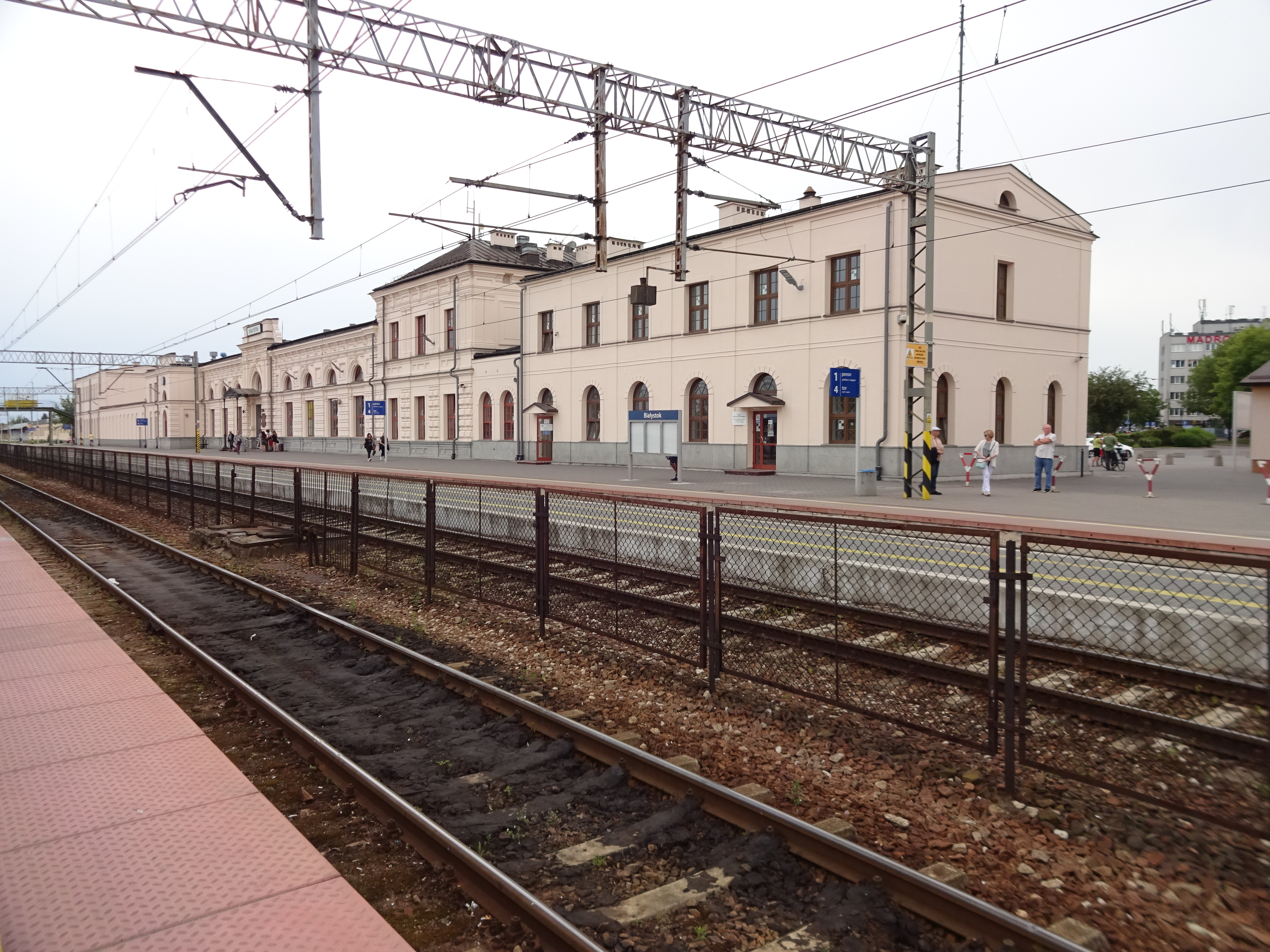